# Regiony na Madagaskaru
Regiony na Madagaskaru (faritra) jsou správním celkem nejvyšší úrovně a staly se jím, když bylo existujících šest provincií rozděleno do 22 nových celků dne 4. října 2009.

## Tabulka regionů

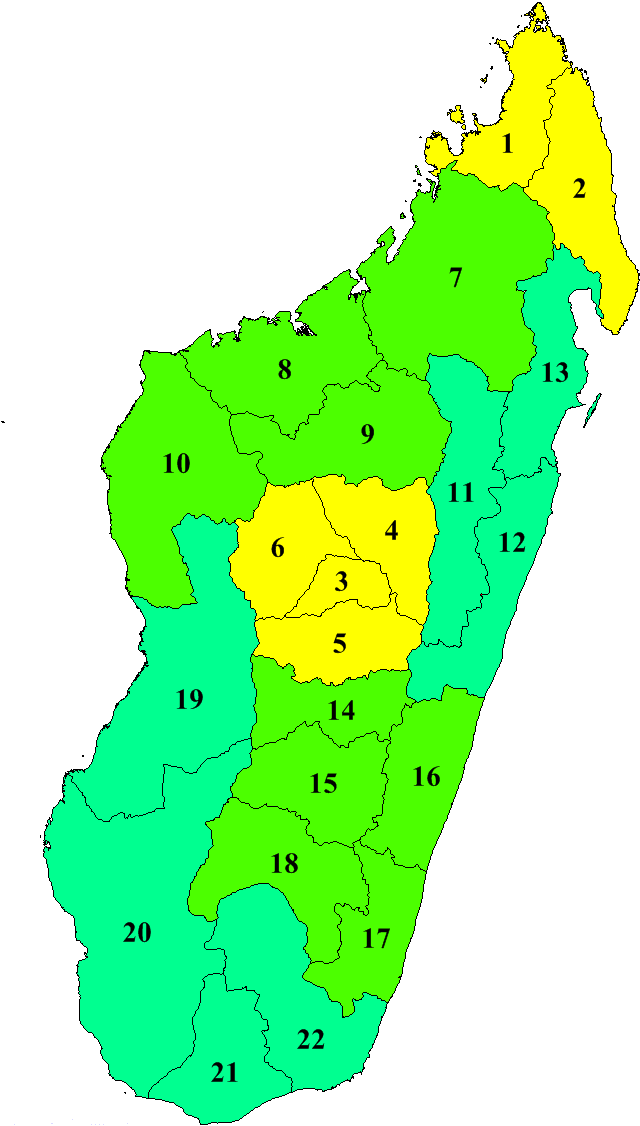
Očíslované regiony Madagaskaru s barevně odlišenými šesti původními provinciemi

| Číslo na mapě | Region              | Rozloha (km²) | Počet obyvatel (2013) | Hustota zalidnění na km2 | Hlavní město         | Původní provincie |
| ------------- | ------------------- | ------------- | --------------------- | ------------------------ | -------------------- | ----------------- |
| 1             | Diana               | 19,266        | 700,021               | 36.3                     | Antsiranana          | Antsiranana       |
| 2             | Sava                | 25,518        | 980,807               | 38.4                     | Sambava              | Antsiranana       |
| 3             | Itasy               | 6,993         | 732,834               | 104.8                    | Miarinarivo          | Antananarivo      |
| 4             | Analamanga          | 16,911        | 3,348,794             | 198.0                    | Antananarivo         | Antananarivo      |
| 5             | Vakinankaratra      | 16,599        | 1,803,307             | 108.6                    | Antsirabe            | Antananarivo      |
| 6             | Bongolava           | 16,688        | 457,368               | 27.4                     | Tsiroanomandidy      | Antananarivo      |
| 7             | Sofia               | 50,100        | 1,247,037             | 24.9                     | Antsohihy            | Mahajanga         |
| 8             | Boeny               | 31,046        | 799,675               | 25.8                     | Mahajanga            | Mahajanga         |
| 9             | Betsiboka           | 30,025        | 293,522               | 9.8                      | Maevatanana          | Mahajanga         |
| 10            | Melaky              | 38,852        | 289,594               | 7.5                      | Maintirano           | Mahajanga         |
| 11            | Alaotra Mangoro     | 31,948        | 1,027,110             | 32.1                     | Ambatondrazaka       | Toamasina         |
| 12            | Atsinanana          | 21,934        | 1,270,680             | 57.9                     | Toamasina            | Toamasina         |
| 13            | Analanjirofo        | 21,930        | 1,035,132             | 47.2                     | Fenoarivo Atsinanana | Toamasina         |
| 14            | Amoron'i Mania      | 16,141        | 715,027               | 44.3                     | Ambositra            | Fianarantsoa      |
| 15            | Matsiatra Ambony    | 21,080        | 1,199,183             | 56.9                     | Fianarantsoa         | Fianarantsoa      |
| 16            | Vatovavy-Fitovinany | 19,605        | 1,416,459             | 72.2                     | Manakara             | Fianarantsoa      |
| 17            | Atsimo-Atsinanana   | 18,863        | 898,702               | 47.6                     | Farafangana          | Fianarantsoa      |
| 18            | Ihorombe            | 26,391        | 312,307               | 11.8                     | Ihosy                | Fianarantsoa      |
| 19            | Menabe              | 46,121        | 592,113               | 12.8                     | Morondava            | Toliara           |
| 20            | Atsimo-Andrefana    | 66,236        | 1,316,756             | 19.9                     | Toliara              | Toliara           |
| 21            | Androy              | 19,317        | 733,933               | 38.0                     | Ambovombe            | Toliara           |
| 22            | Anosy               | 25,731        | 671,805               | 26.1                     | Tôlanaro             | Toliara           |

## Volby
Volby do regionálních zastupitelstev se konaly dne 16. března 2008.